# 浅野祥雲
浅野 祥雲（あさの しょううん、1891年 - 1978年）は、日本のコンクリート像作家。本名は、浅野高次郎。

## 略歴

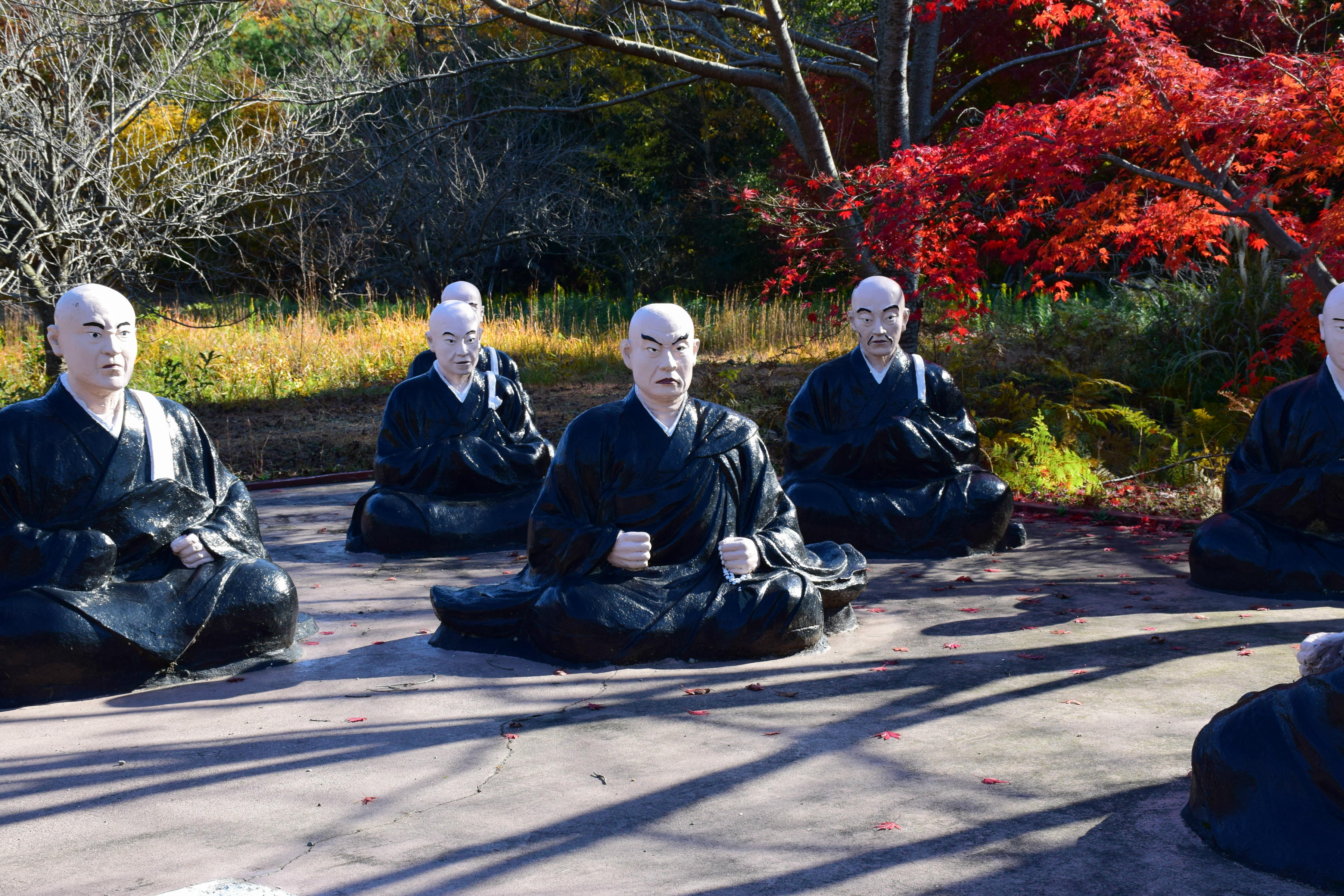
親鸞聖人の像（五色園）

1891年（明治24年）、岐阜県恵那郡坂本村（現：中津川市）に生まれる。父親は農業の傍ら、土人形を製作する職人であった。父の仕事を継いで土人形製作を始めるが、土では大きな作品がつくれないことから、コンクリートでの作成を思いついたという。1924年（大正13年）、33歳のとき名古屋に移住し、映画館の看板を描くなどして生計を立てる。1993年（平成5年）から祥雲とその作品群の研究・紹介をしてきたフリーライターの大竹敏之が確認した分で約800体の作品が現存する。ほとんどが身長2メートル以上の人物像（仏像）で、コンクリートの表面にペンキで着色され、一箇所に集中して林立することが特徴である。リアルさ、稚拙さ、ユーモラスさを併せ持った作風で、一度見たら忘れられない強烈さから一部で人気を博している。大竹は祥雲を「唯一無二のコンクリ仏師」と表現している。
大竹が各施設で祥雲作品を見て調べ始めたが、作者名以外の情報は当初ほとんどなく、電話帳で浅野姓の人に電話をし続けて2人の娘に行き着き、美術学校は出ずに独学したことや頑固な人柄など取材が進むようになったと回想している。
2009年には五色園において作品の修復・保全を主とする「浅野祥雲作品再生プロジェクト」が開始された。

## 作品の現存する主な施設
- 関ヶ原ウォーランド（岐阜県関ケ原町）
- 五色園（愛知県日進市）
- 岩崎御嶽社（愛知県日進市）
- 桃太郎神社（愛知県犬山市）[4]
- 中之院 軍人像群（愛知県南知多町）
- 厄除弘法大師（愛知県尾張旭市）
- 春日井駅前・弘法大師像（愛知県春日井市）
- 熱海城・シャチホコ（静岡県熱海市）
- 圓通寺・毘沙門天像（愛知県名古屋市）
- 久国寺・護国観音像（愛知県名古屋市）

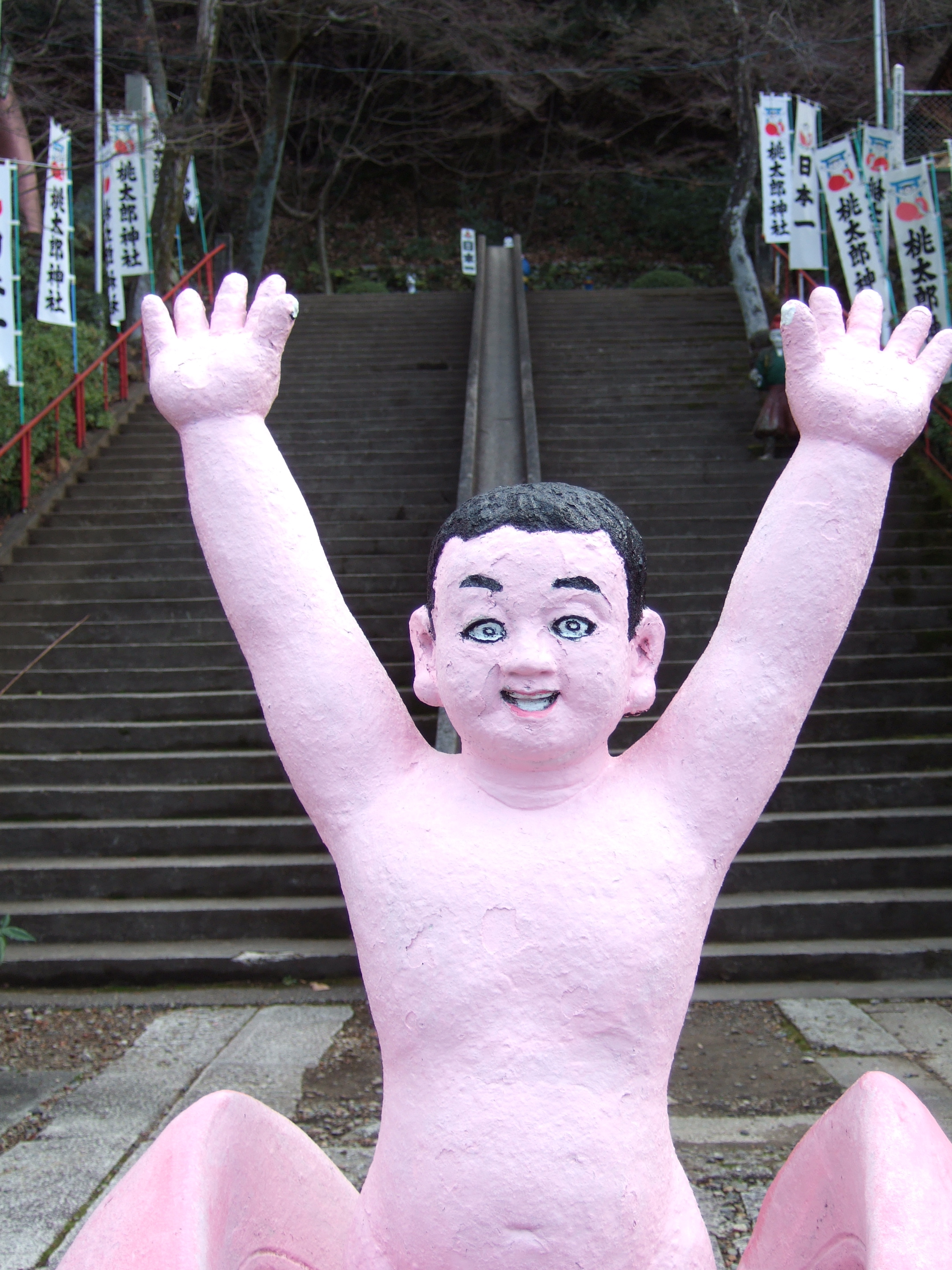
桃太郎の像（桃太郎神社）

※ これらのうち五色園、桃太郎神社、関ヶ原ウォーランドを大竹は「祥雲三大聖地」と紹介してきた。

## その他
2008年（平成20年）12月12日放送の『タモリ倶楽部』（テレビ朝日）において、「偉大なる造型家 浅野祥雲 没後30年記念 大回顧展!!」と題して作品が紹介された。
2015年（平成27年）4月8日放送の『マツコ&有吉の怒り新党』（テレビ朝日）において、「新・3大 浅野祥雲作・コンクリート像の“忘れられない表情”」と題して作品が紹介された。